# Åke Gafvelin
Åke Gafvelin, född 2 november 1918, död 1986, var en svensk politiker, redaktör och lektor. Han var Liberal Debatts första redaktör, och under flera år 1 vice ordförande i Kristen demokratisk samling.

## Biografi
Gafvelin föddes och växte upp i Umeå. Han var son till Ernst Gafvelin, chefredaktör vid Västerbottens-Kuriren. Han blev tidigt politiskt aktiv, och var aktiv i Liberala ungdomsförbundet. Han var även tidskriften Liberal Debatts första redaktör. Därefter var han ledar- och kulturskribent vid Upsala Nya Tidning, och senare även ledarskribent vid Dagens Nyheter. Under sitt yrkesliv undervisade han länge vid statsvetenskapliga institutionen vid Uppsala universitet. Han var även lektor vid Sköndalsinstitutet.
1964 engagerade Gafvelin sig i Kristen demokratisk samling, som hade grundats samma år. Under flera år var han ledamot av partiets presidium, och fram till 1979 var han partiets förste vice ordförande. Han var även under 1960-talet ordförande i partiets Stockholmsdistrikt.
Han författade även en lärobok om svenskt statsskick för Sveriges Radios Förlag.
Han var gift med talpedagogen Ingrid Gafvelin och hade två döttrar.